# Hungaria Nostra
A Város- és Faluvédők Szövetsége, a Hungaria Nostra 1986-ban alakult azzal a céllal, hogy összefogja, segítse azokat a helyi civilszervezeteket, melyek a magyarországi települések épített és természeti értékeinek védelmével, nemzeti kulturális örökségünk (benne: történeti értékeink, hagyományaink) megőrzésével, a települések szépítésével foglalkoznak.
A Szövetségnek jelenleg 247 tagegyesülete van az ország különböző részeiről. Az Europa Nostra - Európa legnagyobb nemzetközi civil szervezete, az UNESCO partnerszervezete - 1991-ben vette fel tagjai sorába Hungaria Nostra néven. Az Europa Nostra tanácsában képviselettel rendelkezik, és rendszeresen részt vesz az Europa Nostra rendezvényein, a Tanács ülésein, az Europa Nostra-díjak átadásán.

## Tevékenysége
A Szövetség Budapesten irodát tart fenn. Alapszabályába foglaltan több olyan közhasznú tevékenységet vállalt fel, melyek állami illetve önkormányzati feladatkörbe tartoznak. Ennek érdekében folyamatosan együttműködik több szakminisztériummal, országos hatáskörű állami szervekkel.(Pl.: Közigazgatási és Igazságügyi Minisztérium felé szaktanácsot adtunk.)
Az Országos Választmány évente több alkalommal ülésezik. 1991 óta kéthavonta saját, országos terjesztésű lapot jelentetett meg Értékmentő néven. A Szövetség megalakulása óta minden év nyarán találkozóra hívja tagegyesületeit valamely tagegyesület székhelyére. A találkozók alkalmával a jelenlévők a település- és környezetvédelem, településszépítés, településfejlesztés, nemzeti kulturális örökségünk, a közösségek helyzete aktuális kérdéseivel foglalkoznak, kicserélik tapasztalataikat, bemutatják eredményeiket. Ezen alkalommal adják át ünnepélyes keretek közt a Podmaniczky-díjakat is.

## Podmaniczky-díj
A Podmaniczky-díjat a Város- és Faluvédők Szövetsége, Hungaria Nostra adományozza mindazon magánszemélyeknek és közösségeknek, akik a legtöbbet tették épített és természeti környezetünk, kulturális örökségünk értékeinek megismertetése, védelme érdekében.

## Elnökség
Elnöke Ráday Mihály (1942 - 2021) volt.